# Nicolette Bruining
Nicolette Adriana Bruining (27 août 1886 - 12 avril 1963) est une théologienne néerlandaise et présidente fondatrice de la VPRO (en néerlandais : Vrijzinnig Protestantse Radio Omroep). Elle est également enseignante et humanitaire, ayant aidé des Juifs pendant la Seconde Guerre mondiale. Son aide est reconnue par l'État d'Israël, qui lui décerne à titre posthume le titre de Juste parmi les nations en 1990.

## Biographie
Nicolette Adriana Bruining est née le 27 août 1886 à Stompetoren, aux Pays-Bas, d'Aida Helena Elisabeth (née Huygens) et d'Albertus Bruining. Elle est diplômée du Barlaeus Gymnasium à Amsterdam et décide de suivre les traces de son père, poursuivant ses études universitaires en théologie. Elle s'inscrit à l'Université d'Amsterdam, où son père est professeur, et sort diplômée d'un baccalauréat en 1912. La même année, elle commence à enseigner la religion dans diverses écoles, dont l'école de formation des enseignants de la Haagsch Genootschap (Société de La Haye). En 1916, elle présente sa thèse sur le théologien dogmatique luthérien néerlandais Franz Hermann Reinhold von Frank (De Theologie van FHR von Frank). Elle rejoint ensuite l'Association des protestants libéraux et est présidente du chapitre de La Haye. Elle commence également à prêcher dans diverses municipalités à la fois pour la branche libérale de l'Église réformée néerlandaise et pour l'Association protestante des Pays-Bas.
En 1923, elle aide à créer la Vrijzinnige Geloofsgemeenschap NPB (en) pour « élargir la portée de l'église ». En particulier, elle propose que la radio nouvelle créée soit utilisée pour diffuser la vision chrétienne libérale. En 1925, Bruining et ED Spelberg mettent sur pied un comité pour étudier la possibilité de diffuser des émissions en faveur de leur cause ; ils découvrent que l'organisme gouvernemental responsable des licences de radiodiffusion n'accorde du temps d'antenne qu'aux organisations légalement établies. En conséquence, le Comité central établit en 1926 le Vrijzinnig Protestantse Radio Omroep (Liberal Protestant Radio Broadcasting Corporation, VPRO) dont Bruining est présidente et Spelberg, secrétaire. Bruining rend public son approche à la fois dans ses émissions et dans les articles fréquemment publiés dans le magazine radio Vrije Geluiden, prônant le non-sectarisme et invitant tous les mouvements intellectuels à participer. Pendant l'occupation nazie des Pays-Bas pendant la Seconde Guerre mondiale, VPRO est interdit de diffusion.
Bruining enseigne l'hébreu aux classes supérieures du lycée municipal de La Haye, mais en 1941, tous les étudiants juifs sont expulsés et elle cesse d'enseigner en signe de protestation. Toutefois, elle accepte de leur donner des cours privés chez elle. Lorsqu'une de ses élèves, Elisabeth Waisvisz et sa famille, sont menacés d'expulsion, Bruining agit comme intermédiaire avec la Résistance pour les aider à trouver des abris, leur fournit des coupons de rationnement et sert d'intermédiaire pour remettre des lettres entre les membres de la famille. C'est elle qui transmet le message à Waisvisz lui annonçant que ses parents ont été trahis et envoyés au camp de Westerbork. Les deux filles Waisvisz survivent à la guerre, grâce à l'intervention de Bruining.
En 1945, VPRO est autorisée à reprendre les ondes. En 1951, lorsque la Dutch Television Foundation est créée, Bruining siège à son conseil d'administration en tant que représentant de VPRO. Tout au long des années 1950, elle anime un programme en direct appelé Today. Elle prend sa retraite en 1956 et est nommée présidente d'honneur de VPRO à vie.
Bruining meurt le 12 avril 1963 à La Haye. À titre posthume, elle est honorée par le gouvernement d'Israël le 7 mars 1990 en tant que Juste parmi les Nations, une récompense accordée aux non-Juifs pour avoir aidé des Juifs à survivre à l'Holocauste pour son aide à la famille Waisvisz.